# Frederick Goodfellow
Frederick William Goodfellow foi um praticante de cabo de guerra do Reino Unido. Nos Jogos Olímpicos de Verão de 1908, fez parte da equipe da Polícia de Londres, que conquistou a medalha de ouro da modalidade.